# Пожар на Останкинской телебашне
Пожар на Останкинской телебашне 27 и 28 августа 2000 года — одна из крупнейших техногенных катастроф, произошедших в Москве после распада СССР. В результате пожара погибли три человека, вещание большинства российских телеканалов на Москву и Московскую область было приостановлено.

## Хронология
В 17:08 возгорание случилось в фидерном зале. Первые сообщения о задымлении внутри шпиля Останкинской телебашни поступили в 17:17 27 августа 2000 года. Начальная фаза возгорания была снята съёмочной группой проекта телекомпании РТС «Спасатели: Экстренный вызов» (в итоге кадры вошли в выпуск программы, показанный по ОРТ 9 сентября 2000 года), летевшей на вертолёте Центроспаса мимо телебашни. Аналогичные сообщения поступили на пульт дежурного пожарной охраны несколькими минутами ранее от жителей окрестных домов. Описание хронологии дальнейших событий вплоть до момента ликвидации пожара, включая хронологию обрыва вещания телеканалов, падения скоростных лифтов, число погибших и пострадавших, в разных источниках резко различаются. К 18:00 было перекрыто движение транспорта по улицам Академика Королёва, Аргуновская и Новомосковская; троллейбусные маршруты были укорочены до ВДНХ-Южной (№ 9 и 37) и гостиницы «Останкино» (№ 36 и 73), либо заменены автобусными (№ 13 и 15), трамваи перенаправлены на кольцо «Ростокино» вместо «Останкино».
Очаг возгорания находился на высоте 460 м. Полностью выгорели три этажа. В процессе ликвидации пожара в рухнувшем с высоты около 300 метров скоростном лифте погибли заместитель начальника УГПС СВАО, полковник Владимир Арсюков, решивший лично подняться на высоту очага пожара, лифтёр Светлана Лосева, которая сопровождала лифт до очага возгорания, и слесарь-ремонтник Александр Шипилин. Лифт рухнул и остановился на глубине 9 метров под землёй. В ходе тушения пострадали также 7 пожарных, отравившись продуктами горения.
Во время пожара от высокой температуры лопнули 120 из 149 тросов, обеспечивающих преднапряжение бетонной конструкции башни, но, вопреки обоснованным опасениям, башня устояла. Впоследствии тросы были восстановлены. Окончательно ликвидировать возгорание удалось только к вечеру 28 августа. 29 августа началось восстановление телесигнала, подключение телепередатчиков, запуск пультов управления пейджинговой связи. Заработали первые 6 телеканалов. 30-31 августа заработали уже 7 каналов, с 1 по 4 сентября запустили остальное телеоборудование. Вещание на Москву полностью возобновилось только вечером 4 сентября в 20:00.
Интенсивное горение фидеров, имевших внешние горючие полиэтиленовые оболочки, отмечали все участники тушения. При этом падающие вниз капли полиэтилена создавали на различных высотах вторичные очаги горения. При температуре около 1000 °С вниз полетели и горящие фрагменты разрушающихся фидеров. Попытки пожарных поставить преграды на пути этого огненного дождя с помощью асбестовых полотен успеха не имели. Выступающие конструкции оставляли зазоры в полотнах, сквозь которые фрагменты кабелей и расплава продолжали лететь вниз.
После пожара на Останкинской башне в 2000—2001 годах закончилась первичная реконструкция передатчиков и фидеров телеканалов «Культура», НТВ, ТВ-6 и М1, в сентябре 2001 года была завершена установка новой передающей антенны ОРТ.
23 мая 2007 года начались строительно-ремонтные работы по благоустройству территории и помещений экскурсионного маршрута Останкинской телебашни. Восстановлено и усовершенствовано всё было к 14 февраля 2008 года. После месяца пилотных экскурсий было разрешено водить группы численностью не более 40 человек. Все кабели за 7,5 лет были полностью оборудованы огнеупорной системой, были установлены пожарные извещатели с инертным всплеском.

## Последствия

### Вещание телеканала
В 17:30  27 августа 2000 года оборвалось вещание почти всех телеканалов, вещавших с Останкинской телебашни. Дольше всех пытались продержаться в эфире «Первый канал» (до 2002 — ОРТ) и РТР (нынешняя «Россия»), вещание которых оборвалось в 18:15 того же дня.
После этого в Москве вещали только кабельный телеканал «Столица» и телеканал ТНТ с Октябрьского поля, которые отдали своё эфирное время другим каналам (ОРТ и НТВ). Канал «Детский проект» отдал свой передатчик в пользование каналу «Культура». Вещание всех остальных телеканалов и радиостанций было прервано. Вещание на Москву прервали телеканалы НТВ, ТВ Центр, «ТВ-6», «Культура», СТС, «М1», радиостанция «Эхо Москвы» и другие средства массовой информации, но к 23:30 трансляция сигнала в регионы была восстановлена 29 августа по резервным схемам.
Также некоторые телеканалы испытывали серьёзные проблемы с вещанием и в других регионах России. Работа системы поясного вещания Первого канала «Орбита» была восстановлена в обычном режиме лишь вечером 29 августа.
29 августа были восстановлены все телеретрансляторы, и вещание снова заработало. После пожара телеканалы ОРТ и РТР создали совместный телеканал. На телеканале транслировались передачи обоих каналов, которые зрители «потеряли» из-за пожара, в основном это были транслируемые в то время телесериалы и выпуски новостей обоих каналов. Телеканал был запущен в тестовом режиме в 18:00 30 августа на 11 ТВК (частоте канала «Россия») и вещал до 1 сентября 2000 года, когда вещание обоих каналов нормализовалось. С 31 августа началось вещание «ТВ-6» со здания НИИ Радио на улице Казакова. С 1 по 3 сентября 2000 года телеканалы НТВ и «Культура» также создали совместный телеканал. НТВ также предложило транслировать телеканалы по каналам «НТВ-Плюс», в результате чего в пакет этого спутникового оператора добавили телеканалы ОРТ, ТВЦ и ТВ-6. Руководством ТВЦ рассматривался вариант установки временной антенны на дымовой вышке ТЭЦ-23 в Метрогородке. Радиоцентр в Балашихе также предлагал своё оборудование для размещения вещательных антенн метровых частот на период ликвидации последствий пожара на Останкинской телебашне.
С 4 сентября 2000 года была восстановлена работа в эфире на своих частотах телеканалов ОРТ, РТР, ТВЦ, НТВ, «Культура», «Телеэкспо» и «ТВ-6». Все, за исключением телеканала «Культура» и «Телеэкспо», начали вещание с телебашни на пониженных мощностях (постоянное вещание 33 ТВК, переориентированное на перевезённый с телебашни бывший передатчик телеканала «Детский проект» на ТРЦ «Октод» с 4 сентября, с телебашни было запущено только 27 ноября). С 5 сентября заработали некоторые метровые и дециметровые телеканалы. Первыми из дециметровых каналов в московское вещание вернулись СТС, Муз-ТВ и REN-TV, затем М1 и «MTV Россия». Полноценное вещание всех телеканалов с прежними мощностями передатчиков было восстановлено к январю 2002 года.

### Ресторан

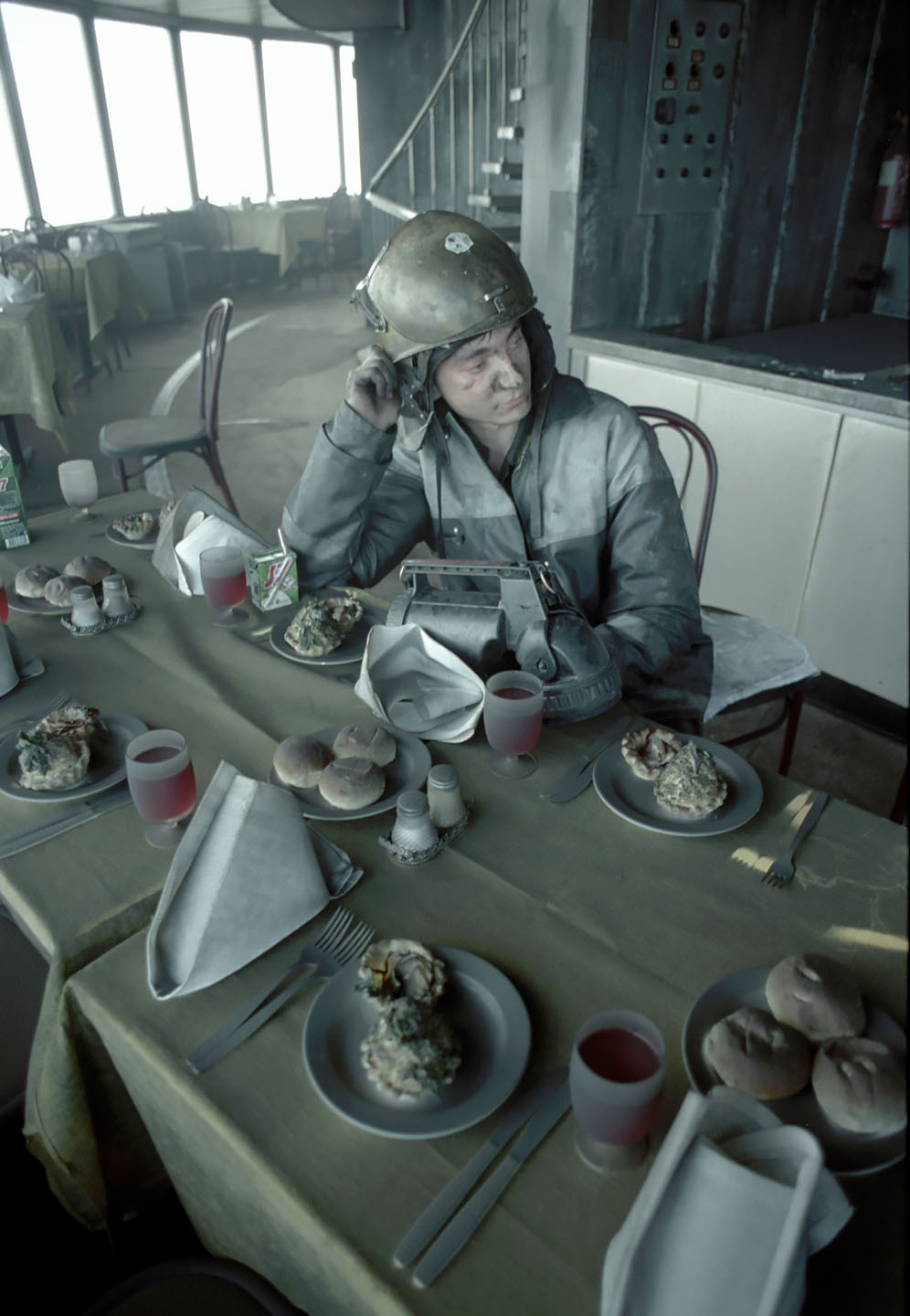
Ресторан «Седьмое небо» после пожара

До пожара 2000 года высотный ресторан «Седьмое небо» находился на высоте 328—334 м и занимал три этажа (золотой, серебряный и бронзовый).
Кольцеобразные помещения ресторана совершали круговые вращения вокруг своей оси со скоростью от одного до двух оборотов в 40 минут.
Ресторан был закрыт для посетителей сразу после начала возгорания. Все находившиеся там посетители были успешно эвакуированы.
Открытие обновлённого ресторана «Седьмое небо» после реконструкции состоялось в 2016 году, однако режим посещения был изменён — теперь в ресторан можно попасть только после окончания основной экскурсионной программы на смотровой площадке.

### Смотровая площадка и экскурсии
За 30 лет существования башни вплоть до пожара смотровую площадку и ресторан «Седьмое небо» посетили свыше 10 миллионов гостей.
Площадка была закрыта сразу после начала пожара. После ликвидации последствий возгорания она, как и ресторан, была реконструирована. К январю 2008 года смотровая площадка была отремонтирована полностью.
27 марта 2008 года смотровая площадка открылась для пилотных экскурсий и для бегунов, однако ресторан был ещё закрыт на реконструкцию. 22 июня 2003 года синхронно 23 парашютиста прыгнули вниз с куполами.

## Награды
За заслуги в организации временной схемы вещания телеканалов НТВ, «Культура» и ТНТ коллектив ООО «Октод» (владельца вышки бывшего Октябрьского радиоцентра) был награждён Почётными грамотами Минпечати РФ. В 2004—2005 годах на месте предыдущей вышки была сооружена более мощная радиотелевизионная башня, на которой также располагался резервный передатчик телеканала ТНТ, проработавший до 30 сентября 2020 года.

## Память
- В 2016 году два проектируемых проезда в районе Северный были объединены в улицу Арсюкова.

## В культуре
После пожара на Останкинской телебашне бард Тимур Шаов написал песню "Телевизор":
- Когда произошёл пожар на Останкинской телебашне (сгорели кабели-фидеры), и телевизор не показывал несколько дней, у меня, наконец-то, появилось свободное время , я сводил детей в театр и написал эту песню.
..."А когда на той неделе 
Эти фидеры сгорели. Я очнулся, оглянулся – вижу комнату свою,
Вижу – новые обои, вижу – дети повзрослели,

И супруга мне сказала: «С возвращением в семью!»" 